# Distrito de Alwar
Alwar (en hindi: अलवर जिला) es un distrito de la India en el estado de Rajastán. Código ISO: IN.RJ.AL.
Comprende una superficie de 8380 km².
El centro administrativo es la ciudad de Alwar.

## Demografía
Según censo 2011 contaba con una población total de 3 671 999 habitantes, de los cuales 1 733 070 eran mujeres y 1 938 929 varones.